# Robert S. Stevens

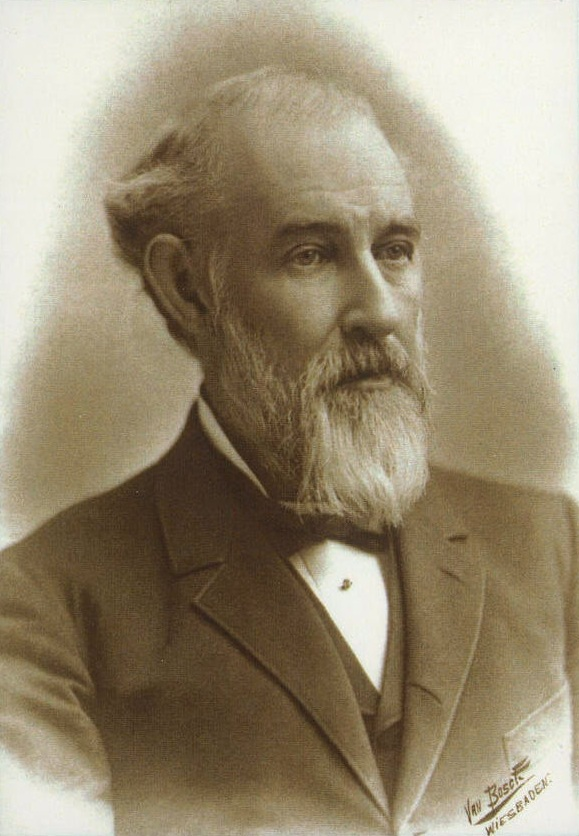
Robert S. Stevens, 1885

Robert Smith Stevens (* 27. März 1824 in Attica, Wyoming County, New York; † 23. Februar 1893 ebenda) war ein US-amerikanischer Politiker. Zwischen 1883 und 1885 vertrat er den Bundesstaat New York im US-Repräsentantenhaus.

## Werdegang
Robert Stevens’ Ausbildung litt unter den finanziellen Nöten seiner Eltern. Mit Hilfe eines Jobs bei einem Auktionshaus konnte er seine weitere Ausbildung finanzieren. Im Jahr 1844 erhielt er eine Anstellung als Lehrer. Nach einem gleichzeitigen Jurastudium und seiner 1846 erfolgten Zulassung als Rechtsanwalt begann er in diesem Beruf zu arbeiten. Er zog in das Kansas-Territorium, wo er in großem Stil auf dem Immobiliensektor tätig wurde. Außerdem war er an der Erschließung von Kohlegebieten und dem Eisenbahnbau beteiligt. Unter anderem hatte er die Aufsicht beim Bau der Missouri-Kansas-Texas Railroad, die das heutige Oklahoma und Texas an das Eisenbahnnetz anschloss. Bei diesen Tätigkeiten brachte er es im Lauf der Zeit zu beträchtlichem Reichtum.
Politisch wurde Stevens Mitglied der Demokratischen Partei. Im Jahr 1856 unterstützte er James Buchanan bei dessen erfolgreicher Präsidentschaftskandidatur. Dieser zeigte sich nach seinem Wahlsieg erkenntlich, indem er mit einer Regierungsanstellung in der Landverwaltung den Grundstein zu Stevens’ schnellem geschäftlichen Aufschwung legte. Zwischen 1862 und 1863 saß Stevens im Senat von Kansas. Im Jahr 1880 gab er seine geschäftlichen Aktivitäten in Kansas auf und kehrte in seine New Yorker Heimat zurück, wo er in der Landwirtschaft tätig wurde.
Bei den Kongresswahlen des Jahres 1882 wurde Stevens im 31. Kongresswahlbezirk New Yorks in das US-Repräsentantenhaus in Washington, D.C. gewählt, wo er am 4. März 1883 die Nachfolge des Republikaners Richard Crowley antrat. Da er im Jahr 1884 nicht bestätigt wurde, konnte er bis zum 3. März 1885 nur eine Legislaturperiode im Kongress absolvieren. Nach seiner Zeit im US-Repräsentantenhaus arbeitete er wieder in der Landwirtschaft. Er starb am 23. Februar 1893 in seiner Geburtsstadt Attica, wo er auch beigesetzt wurde.